# Inch'Allah
«Inch'Allah» — авторська пісня Сальваторе Адамо, випущена лейблом EMI Italiana у березні 1967 року. Пісня, автором якої є сам Адамо разом з композитором Аленом Горагером, стала одним із його найвідоміших творів поряд із Tombe la neige, пробившись на перші місця французьких чартів та викликавши неоднозначну реакцію в арабському світі.

## Текст і тематика
Термін «Inch'Allah» є французькою транскрипцією арабського слова Іншалла, що в перекладі означає «якщо Бог захоче» або «Божою волею».
Текст пісні був написаний Адамо на тлі загострення міжнародної напруги між Ізраїлем та державами Арабської Ліги перед початком Шестиденної війни у червні 1967 року; Адамо прагнув передати заклик до миру, однак в арабських країнах пісня була заборонена через сприйняття її як «проізраїльської».
Адамо записав «Inch'Allah» французькою, англійською, італійською та іспанською мовами у 1967 році. У 1993 році під впливом інтифади та ізраїльсько-палестинського конфлікту Адамо створив нову версію «Inch'Allah», прибравши згадки про ізраїльських дітей, що тремтять, і натяки про Голокост, натомість відобразив надії на мирні домовленості й згадку про Угоди в Осло між Іцхаком Рабіном і Ясіром Арафатом. Пізніше він виконав цю оновлену версію в Бейруті, Тегерані та в кількох містах Ізраїлю — Єрусалимі та Тель-Авіві.

## Реліз і чарти
У Франції сингл «Inch'Allah» піднявся на першу позицію національного чарту й протримався там протягом п'яти тижнів, що зробило його одним із найуспішніших синглів Адамо на початку його кар'єри.  Пісня також потрапила до чартів Німеччини, Італії та Австрії.
| Чарт (1967–68)                                             | Найвища позиція |
| ---------------------------------------------------------- | --------------- |
| Австрія (Ö3 Austria Top 75)                                | 11              |
| Бельгія (Ultratop Flanders)                                | 4               |
| Бельгія (Ultratop Wallonia)                                | 1               |
| France                                                     | 1               |
| Italy (Musica e dischi)                                    | 9               |
| Netherlands (Dutch Top 40)                                 | 35              |
| Федеративна Республіка Німеччина (Чарти GfK Entertainment) | 18              |

## Інші версії
Існують кавер-версії від Амалії Родрігіш та Каложеро (остання увійшла до альбому Le Bal Des Gens Bien у 2008 році).